# Пануэло, Дэвид
Дэвид Пануэло (англ. David Panuelo, род. 13 апреля 1964, Каролинские острова) — микронезийский государственный и политический деятель. Президент Федеративных Штатов Микронезии с 11 мая 2019 по 11 мая 2023 года.

## Биография

### Ранняя жизнь и образование
Родился и вырос в период нахождения современных Федеративных Штатов Микронезии в составе Подопечной территории ООН Тихоокеанские острова, находившейся под опекой США. С 1973 по 1976 год учился в Международном университете США на Гавайях, с 1976 по 1979 годы — в Грейсленд-колледже в Айове. В 1987 году окончил государственный колледж Восточного Орегона в штате Орегон со степенью бакалавра искусств в области политических наук.

### Политическая карьера
После окончания учёбы поступил на службу в министерство иностранных дел Федеративных Штатов Микронезии. В 1988 году окончил в Австралии курсы для дипломатов из стран Океании, организованные австралийским министерством иностранных дел. В 1989 году был назначен заместителем главы дипломатического представительства Федеративных Штатов Микронезии (на тот момент ещё не имевшей полной независимости) на Фиджи. С 1993 по 1996 год был заместителем главы дипломатического представительства Федеративных Штатов Микронезии при ООН. Затем вернулся на родину и поселился в штате Понпеи, где основал строительную компанию. В 1997 году Пануэло был назначен директором Департамента управления ресурсами и развития Понпеи и занимал эту должность до 2001 года.
С 2003 по 2010 год вместo государственной службы Дэвид Пануэло работал в частном бизнесе.
11 мая 2011 года был избран на двухлетний срок сенатором конгресса Федеративных Штатов Микронезии от 3-го избирательного округа штата Понпеи. Переизбран на эту должность в 2013 и в 2015 годах.

### Президентство
5 марта 2019 года был переизбран в парламент, одержав победу над действующим президентом страны Питером Кристианом с разницей в 59 голосов. 11 мая сменил Питера Кристиана на посту президента, избираемого в Федеративных Штатах Микронезии конгрессом.
В своей инаугурационной речи центральной темой Дэвида Пануэло являлись «Действия сегодня для процветания нашей нации завтра». Он также пообещал, что «администрация Пануэло-Джорджа будет прозрачной, открытой и подотчётной».
Хотя США обеспечивают оборону и безопасность Микронезии и обеспечивают «значительный процент расходов национального бюджета Федеративных Штатов Микронезии» в форме ежегодной экономической помощи, президент Дэвид Пануэло открыто поддерживает Китай. В марте 2022 года Пануэло охарактеризовал Китай как «образец мира, дружбы, сотрудничества и любви в нашем общем человечестве». Дэвид Пануэло охарактеризовал себя как «искреннего друга Китая» и Коммунистическую партию Китая как «наших очень дорогих китайских друзей».

## Личная жизнь
У Дэвида Пануэло пятеро детей и семеро внуков.